# Jaroslav Mstislavič il Rosso
Jaroslav Mstislavič detto il Rosso (al battesimo Gabriele; in russo Ярослав Мстиславич Красный?, Jaroslav Mstislavič Krasnyj; ... – 1199), nipote di Vsevolod III, fu principe di Novgorod (1176-1177), Volokolamsk (1177-1178), Pereslavl'-Zalesskij (1178-1187) e Perejaslav (1187-1199).

## Biografia
Nel 1176, dopo l'ascesa di Vsevolod al trono di Gran principe di Vladimir, i novgorodiani cacciarono il principe Mstislav Rostislavič e invocarono un successore; Vsevolod III investì Jaroslav. Dopo che nel 1177 il Gran principe sconfisse i Rostislaviči e l'alleato Gleb di Rijazan, Mstislav tornò a Novgorod e Jaroslav riparò a Volokolamsk. Nel conflitto Volokolamsk fu devastata da Vsevolod (1178), e a Novgorod si insediarono i Rostislaviči di Smolensk, Roman (1179) e di nuovo Mstislav (1180). Vsevolod, dopo che il nipote Vladimir Glebovič morì a Perejaslav senza lasciare eredi, investì Jaroslav il Rosso principe di questa città, titolo che egli mantenne fino alla morte nel 1199, quando gli succedette Jaroslav II.